# 薊國
薊國，是中國歷史上自商代到春秋中葉的一個諸侯國，可能位於今日的北京市。國祚延綿1000多年，國君為伊祁姓（《國語》裡作祁姓），陶唐氏堯的後裔。薊國建國于商朝，其間時斷時續，具體事迹已不可考。周朝初年，薊國重新建國。直到春秋中期，薊國亡于燕國。
殷商时期自然形成的小国，或系黄帝部落之后裔所建。西周时，成为周天子的封国。《礼记·乐记》载：“武王克殷返商，未及下车而封黄帝之后于蓟”。《史记·周本纪》载：武王褒封“帝尧之后于蓟”。蓟国都于蓟城，在今北京市区西南广安门一带，约公元前7世纪为燕国所并。